# Riccardo Fabris
Riccardo Fabris (Lestizza, 1853 – Lestizza, 26 giugno 1911) è stato un funzionario, saggista e patriota italiano.

## Famiglia
Riccardo Fabris nacque da famiglia nobile: suo padre era Nicolò Fabris e sua madre la baronessa Felicita Del Mestri di Schönberg. Il padre fu figura di spicco della politica locale, in quanto sindaco di Lestizza e deputato del Regno per la circoscrizione di Palmanova (XIII e XIV legislatura). Ebbe otto fratelli e sorelle, tra cui risalta la sorella, Elena Fabris Bellavitis, narratrice e poetessa friulana.
Il comune di Lestizza era da lungo tempo residenza del casato: sin dal Quattrocento vi si era stabilito il suo antenato Gian Domenico Brianti.

## Carriera
Come molti membri dell’elite friulana post-unitaria, Riccardo Fabris partì compiere i suoi studi universitari a Padova. Lì conseguì la laurea in legge. Completò i suoi studi all’Istituto di Scienze Sociali di Firenze.
Specialista di questioni economiche, lavorò all’ufficio di Statistica del Ministero dell'agricoltura di Roma. A Milano fu per quattordici anni direttore della Cassa nazionale infortuni. Nel 1906 fu eletto dalla Fondazione delle Società Italiane di Mutuo Soccorso quale loro rappresentante nel Consiglio Superiore del Lavoro.

## Irredentismo e politica locale
A contatto con i circoli studenteschi di Padova, o forse per via dell’influenza paterna, Riccardo Fabris aderì decisamente alle tesi irredentistiche. A soli 25 anni pubblicò Il confine orientale d’Italia, operetta di propaganda ambita a dimostrare che “il confine naturale dell’Italia" fosse "segnato dal Brennero, dal Tricorno e dal Nevoso con quelle eccelse vette ghiacciate che fanno naturalmente da Dio Termine tra le vicine nazioni”.
Propose anche soluzioni pratiche per rinforzare i territori confinari italiani: di particolare rilievo la proposta di trasformare Marano lagunare, allora modesto villaggio di pescatori, in un grande scalo marittimo. Il nuovo porto avrebbe secondo lui permesso lo sviluppo economico della provincia del Friuli e avuto un valore strategico in caso di guerra. Il progetto, le cui origini vanno trovate negli scritti del Valussi e dell'Antonini, abortì; comunque a Riccardo Fabris venne conferita la cittadinanza onoraria dal comune di Marano. Ancora oggi si può vedere sulla facciata Ovest della pescheria di Marano una lapide che commemora questo fatto. Pure il padre aveva caldeggiato lo sviluppo portuario del Friuli meridionale, proponendo però semplicemente la costruzione di una tratta ferroviaria Udine-San Giorgio di Nogaro che prolungasse la Pontebbana.
Da notare anche qualche saggio del Fabris di argomento economico e statistico, specialmente riguardo agli accidenti del lavoro, che ebbero un certo rilievo europeo.

## Opere
- Il confine orientale d’Italia, Libreria A. Manzoni, Roma, 1878.
- Per un nuovo porto in Friuli: osservazioni, Koschitz, Milano, 1897.
- Gli infortuni del lavoro, Stab. Tip. P. B. Bellini, Milano, 1897.
- Essai statistique sur les accidents du travail : Congres international des accidents du travail et des assurances sociales, 4 Session, Bruxelles, 1897, Impr. Henri Reggiani, Milano, 1897.
- Dell'opportunità e dei modi di intensificare i rapporti d'affari fra l'Italia e la costa orientale dell'Adriatico, Tip. Fratelli Lanzani, 1906.
- Al mare: contributo agli studi per il nuovo porto di Marano lagunare e per la difesa del Friuli, P. Agnelli, Milano, 1909.
- Italia e Austria: per una intesa, C. Rinversi, Roma, 1911.